# ك. ج. تشيفرز
كريستوفر جون شيفرز (بالإنجليزية: Christopher John Chivers)‏ (مواليد 1964) صحافي ومؤلف أمريكي يقدم التقارير لصحيفة نيويورك تايمز. في صيف عام 2007 تم تعيينه رئيس مكتب الصحيفة في موسكو ليحل محل ستيفن لي مايرز. حصل على جائزة بوليتزر في عام 2009 كجزء من فريق صحفيي ومصوري نيويورك تايمز لتقاريرهم من باكستان وأفغانستان وجائزة بوليتزر أخرى لكتابه في عام 2017 بعنوان المسدس الذي طبعه ونشره شركة سيمون وشوستر في أكتوبر 2010.
درس شيفرز في كلية الآداب والعلوم في جامعة كورنيل. في كورنيل لعب تشيفرز في الخط الدفاعي لفريق كرة القدم الأمريكية طوال أربع سنوات وكان عضوا في إخوة ألفا تاو أوميغا. بعد تخرجه في عام 1987 من كورنيل خدم تشيفرز ضابط مشاة في قوات مشاة بحرية الولايات المتحدة حتى عام 1994. تخرج من مدرسة الجوالة في الجيش الأمريكي وخدم في حرب الخليج الثانية وفي عمليات حفظ السلام خلال أحداث شغب لوس أنجلوس 1992 قبل أن يسرح بشرف برتبة نقيب بحري.
بعد التخرج من كلية الدراسات العليا للصحافة في جامعة كولومبيا عمل شيفرز لمجلة بروفيدنس في حكومة مدينة بروفيدانس من عام 1995 إلى عام 1999.
في صحيفة التايمز غطى تشيفرز أخبار شرطة نيويورك في الفترة من 1999 إلى 2001 ثم أصبح مراسل دولي. عمل في أفغانستان وإسرائيل والعراق وجميع الدول السوفياتية السابقة. في روسيا غطى الشيشان وبيسلان. في أوزبكستان غطى مجزرة أنديجان في عام 2005.
في عام 2010 تم تكريمه على عمله لصالح صحيفة التايمز في أفغانستان والعراق مع المراسل ديكستر فيلكينز والمصور تايلر هيكس من قبل جامعة نيويورك باعتباره أحد أفضل عشرة أعمال صحفية للعقد. كما هو الحال في تلك الصراعات كانت الأسلحة والذخائر المرتجلة للإسلاميين السنة محور تركيز مهم في تقاريره عن ليبيا في عام 2011 وسوريا في عام 2012.
في عام 2013 نشر تشيفرز مقالا في صحيفة نيويورك تايمز عن محنة مات شرييه الذي كان رهينة في أيدي المتمردين السوريين بينما كان زميل شرييه في الزنزانة بيتر ثيو كورتيس لا يزال محتجزا. كشف شيفرز أن كورتيس ساعد شرييه على الهرب مما وضع كورتيس في خطر وتعرض لسوء المعاملة من قبل خاطفيه.